# Juan de Álava
Juan de Álava (Larrínoa, Álava, 1480-Salamanca, 1537), llamado Juan de Ibarra, fue un arquitecto español que se formó en la escuela estética del gótico español del período de los Reyes Católicos, al que incorporó novedades renacentistas, siendo uno de los iniciadores del estilo plateresco. Autor de los siete emblemas de la Universidad de Salamanca, parece que fue discípulo de Juan Gil de Hontañón. 

## Biografía

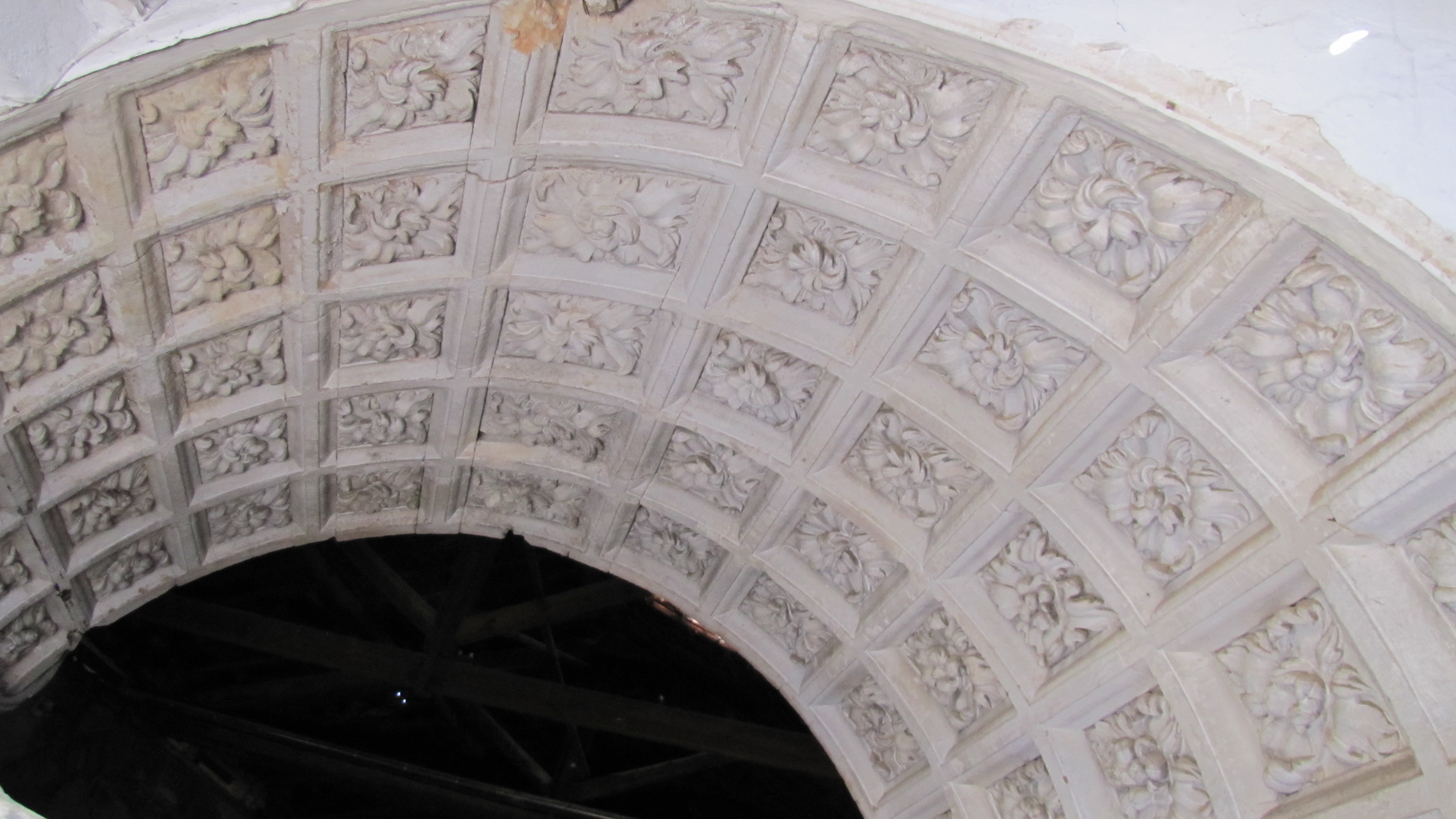
Detalle superior de un arco del Convento de Nuestra Señora de la Victoria en Salamanca, obra de Juan de Álava, ahora parte de las instalaciones del Grupo Mirat.

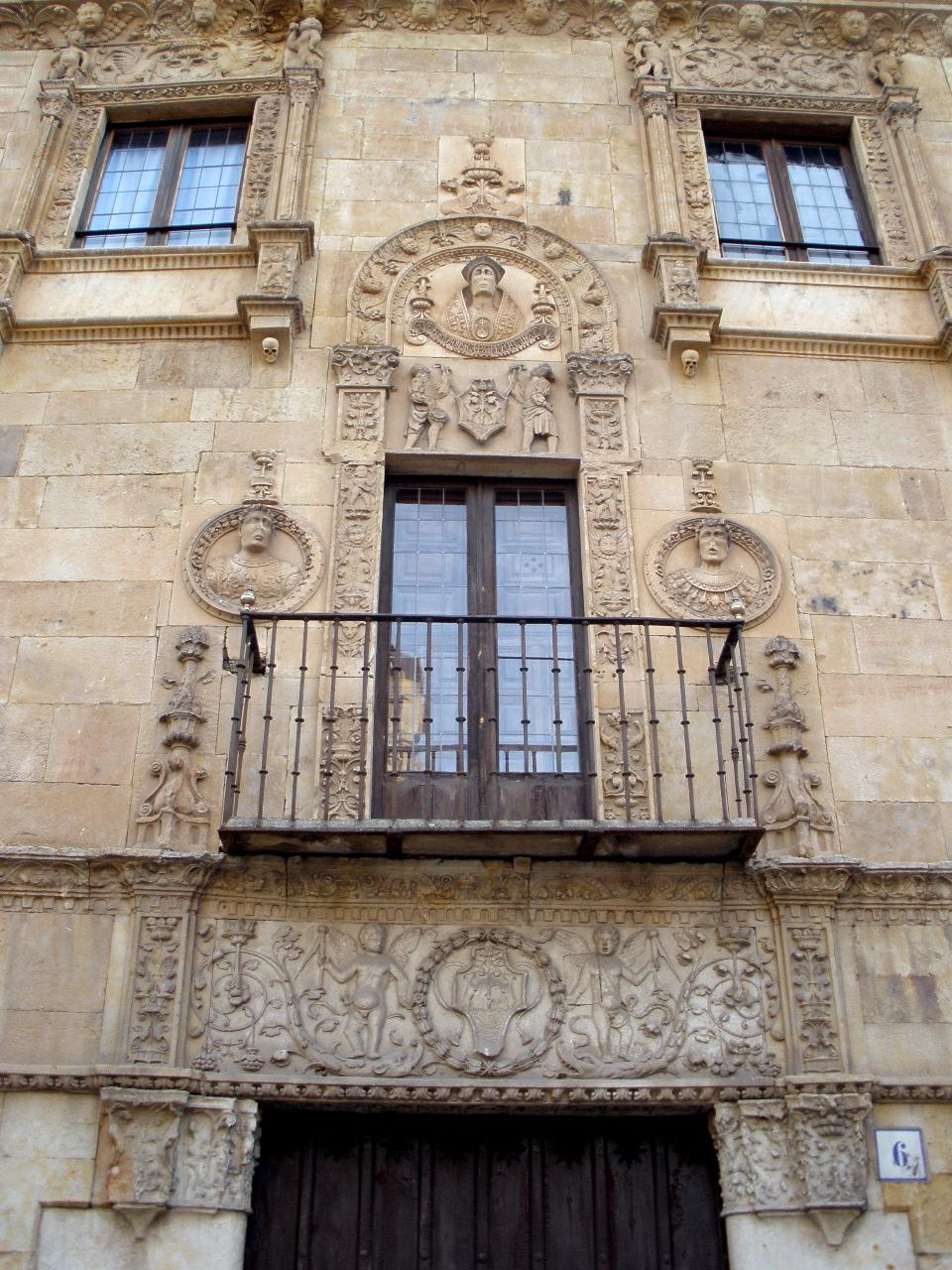
Casa de las Muertes, en Salamanca.

Como arquitecto, Juan de Álava se centró más en los elementos decorativos que en los técnicos hasta el punto de que sus ornamentaciones desdibujan las formas estructurales. La influencia renacentista (el uso de grutescos) se debe a un posible viaje a Italia en 1502 o 1503. En 1515, junto con Enrique Egas, fue el responsable del proyecto de la Capilla Real de la Catedral de Sevilla, aunque las obras en dicha capilla no comenzaron hasta el año 1551.
En 1517 se hizo cargo de la construcción de la fachada principal de la catedral de Plasencia.

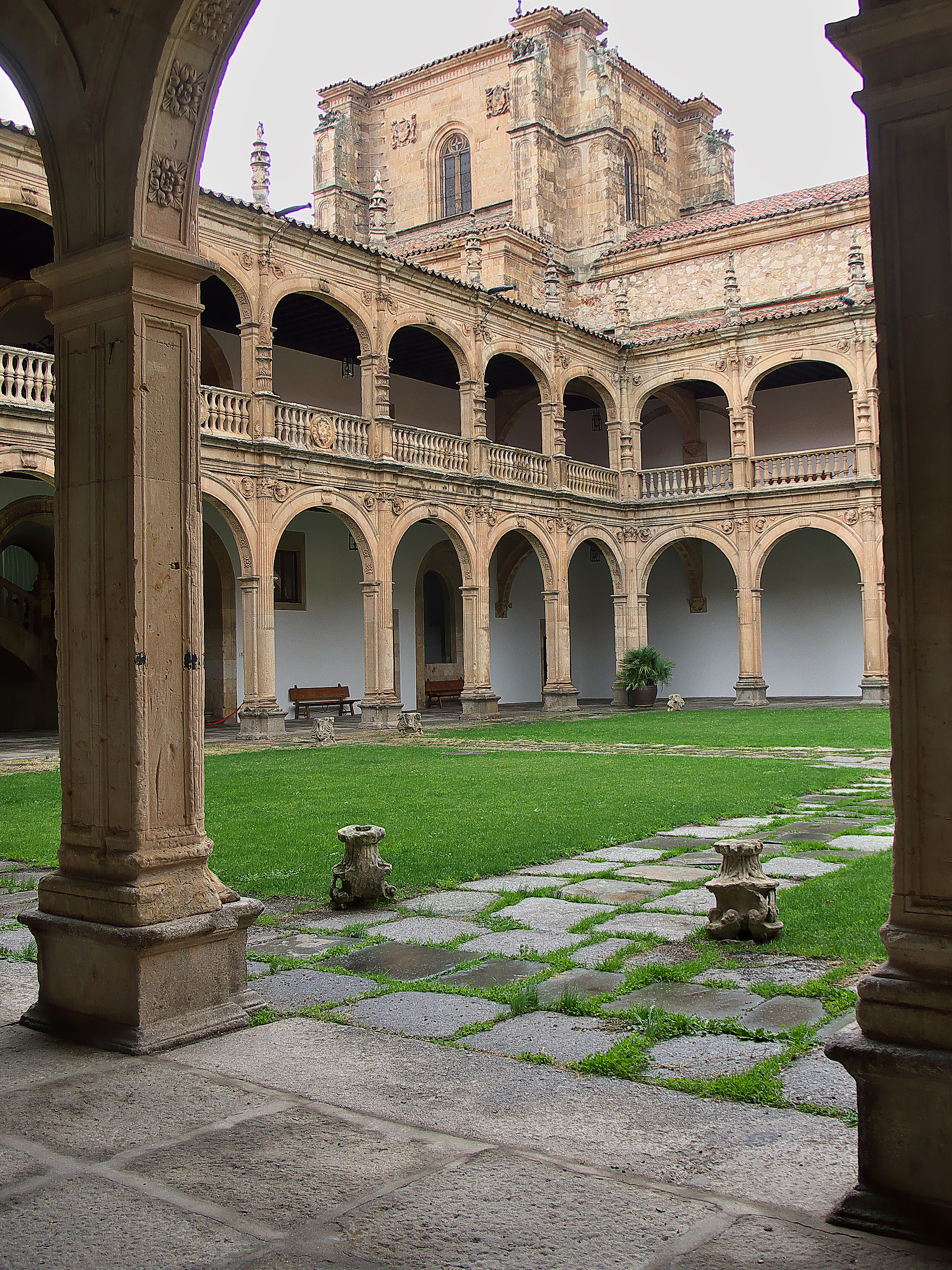
Patio del Colegio Mayor de Santiago el Zebedeo con el cimborrio de su capilla al fondo.

Trabajó principalmente en Salamanca donde, entre 1520 y 1535 dirigió las obras de la Catedral Nueva de Salamanca, cuya fachada decoró con elementos renacentistas, grutescos y otros elementos de clara referencia medieval como las estatuas de santos situados en repisas, bajo doseletes góticos, la fachada del Convento de San Esteban, la capilla de la Universidad, la Casa de las Muertes o el Monasterio de Nuestra Señora de la Victoria, este último en su mayor parte destruido por los franceses a principios del siglo XIX, en la Guerra de la independencia española, parte, en la actualidad, de las instalaciones del Grupo Mirat.
Entre 1521 y 1525 realizó diversos trabajos por encargo del arzobispo Fonseca en Santiago de Compostela, como el claustro de la Catedral, la capilla de las Reliquias y la capilla de la Concepción y, en Salamanca, el Colegio Mayor de Santiago el Zebedeo o Colegio de Fonseca. 
Juan de Álava está considerado uno de los más destacados representantes del plateresco español, ya que fue el que mejor asimiló el concepto decorativo propio del Renacimiento italiano pero adaptándolo a un arte auténticamente español. Esta presencia de elementos decorativos de raíz clásica en su obra, como las fajas de grutescos, medallones y elementos heráldicos romanos, ha propiciado que Chueca lo califique como «uno de los maestros más considerados del renacimento español en su primera fase plateresca».